# Colatina
Colatina – miasto we wschodniej Brazylii, w stanie Espírito Santo, nad rzeką Rio Doce.
Liczba mieszkańców w 2003 roku wynosiła ok. 102 tys.
W mieście rozwinął się przemysł spożywczy oraz drzewny.